# Hålfall
Hålfall är en by i Sunnemo socken i Hagfors kommun, Värmlands län vid Grässjöns östra strand söder om Sunnemo. SCB avgränsade bebyggelsen i byn och omkringliggande byar till en småort 1995 med namnet Hålfall.